# 漢翔航空工業
漢翔航空工業（中国語：漢翔航空工業股份有限公司、ピンイン：Hànxiáng Hángkōng Gōngyè Gǔfèn Yǒuxiàn Gōngsī、AIDC：Aerospace Industrial Development Corporation）は、台湾の企業。軍用機の開発・製造に加え、民間機の製造分担請負、機体及びエンジンの整備等を業務としている。

## 歴史
1946年9月、南京に空軍傘下の組織として航空工業局が設立された。国共内戦での中国国民党の敗退と台湾への撤退を受けて1949年に当社も台湾に移動し、1954年7月には再編により空軍技術局となった。
1969年3月、空軍傘下の航空工業発展中心（航空工業發展中心、航空工業発展センター、AIDC：Aero Industry Development Center）として改組された。1981年5月より、第4世代の新型戦闘機の研究を開始、これは1988年にF-CK-1として完成した。その間の1983年1月には、上部組織が空軍から国家中山科学研究院に変更されている。
1991年、航空工業が十大新産業の一つに選定されると、F-CK-1の生産完了を1999年に控えた航空工業発展中心が有する人材・設備を活用するため、1992年10月に行政院により国有企業化する合意が成立した。これを受けて新法が制定され、1996年7月1日経済部の下に漢翔航空工業として企業化された。英語では、前身の『航空工業発展中心』の英語名から、「航空」の部分（英:Aero）を「航空航天・航太（航空宇宙）」（英:Aerospace）に、「中心（センター）」の部分（英:Center）を「公司（会社）」（英:Corporation）に置き換えた "Aerospace Industrial Development Corporation" と名乗っており、略称は引き続き "AIDC" を用いている。
企業化後は、多角化を進める一方で国防部からの70億台湾ドルの資金を用いてF-CK-1の後継機開発を独自に行い、2006年10月4日に改良型F-CK-1Cの初飛行を達成している。民営化して2014年8月25日に台湾証券取引所に上場した。

## 製品
別途出典がないものは公式サイトの記載による。

### 自主開発
- F-CK-1
- AT-3
  - XA-3
- T-CH-1
- XC-2[5]
- 勇鷹 高級教練機 (AT-5)

### ライセンス生産
- F-5E
- PL-1B
- UH-1H

#### エンジン
- ゼネラル・エレクトリック CT7
- ハネウェル HTF7000
- ハネウェル TFE731
  - ITEC TFE1042（共同開発）
- ライカミング T53-L-13B及びT53-L-701A

### 注
1. ↑  企業として[1]
2. ↑  航空工業局として[1]